# Jan Rajnoch
Jan Rajnoch (Frýdlant, 30 september 1981) is een Tsjechisch voetballer die bij voorkeur als verdediger speelt. Hij verruilde in augustus 2014 FC Slovan Liberec voor SK Sigma Olomouc. Rajnoch debuteerde in 2008 in het Tsjechisch voetbalelftal.